# 哥妹俩
《哥妹俩》（汉语拼音：、早期初版月刊为 ）是由徐有利所创作的马来西亚漫画，始于1997年。由于在马来西亚漫画界中被列为小学生健康讀物，在近出版月刊时风靡马来西亚以及新加坡，甚至向中国大陆、台湾和香港等地出售。至今仍然持续出版。

## 创作与延续
| 1997 | 《哥妹倆創刊號》出版                                                                      |
| 1998 |                                                                                           |
| 1999 | 《淘氣哥妹倆》出版                                                                        |
| 2000 |                                                                                           |
| 2001 |                                                                                           |
| 2002 | 《哥妹倆：單元漫畫》 《哥妹倆：奮鬥》 《哥妹倆：家有稀客》 《哥妹倆：手足情深》簿裝本出版 |
| 2003 | 《哥妹倆：珍惜擁有》月刊首次出版                                                          |
| 2004 |                                                                                           |
| 2005 |                                                                                           |
| 2006 |                                                                                           |
| 2007 | 《哥妹倆》10週年                                                                          |
| 2008 |                                                                                           |
| 2009 | 《哥妹倆：e起學習》首次出版                                                               |
| 2010 | 《哥妹倆成語動畫》首映 由Astro《陽光小學堂》主播                                          |
| 2011 |                                                                                           |
| 2012 |                                                                                           |
| 2013 | 《哥妹倆》月刊10週年 《哥妹倆之驚歷48》首映                                               |
| 2014 | 《迷你哥妹倆》首次出版                                                                    |
| 2015 |                                                                                           |
| 2016 |                                                                                           |
| 2017 | 《哥妹倆》20週年 《哥妹倆：你知不知道？》出版                                             |
| 2018 |                                                                                           |
| 2019 | “哥妹倆”、“迷你哥妹倆”（文语控股有限公司）應用程序發布 《哥妹倆：你會怎麼做？》出版       |
| 2020 |                                                                                           |
| 2021 | 《哥妹倆：你懂了嗎？》出版                                                                |
| 2022 |                                                                                           |
| 2023 | 《哥妹倆》月刊20週年 《哥妹倆：200期》月刊出版                                            |

### 作品標題靈感
《哥妹倆》是由一男一女孩童所組成。該靈感並非來自於本作作者徐有利的子女，而是純粹角色的“陰陽平衡”。由於男性孩童的調皮搗蛋性格可以開啟多元化的故事，因此徐有利挑選男主角果果為故事開發者。起初，徐有利想要把本作名為“兄妹倆”，但“兄”字與“兇”字諧音，影響了整體的修辭手法，因此“哥妹倆”成為了最後本作名稱選項。

### 創作過程

#### 開創期（1997年-2007年）
1997年，徐有利藉由馬來西亞漫畫圈缺乏兒童漫畫市場的機會，將《哥妹倆》作為開啟他職業生涯的作品，並交由聯營出版（馬）有限公司（United Publishing House (M) Sdn. Bhd.）出版。同年發行的首本《哥妹倆》銷量不佳，僅剩約兩至三千本未售出；1999年推出的續作《淘氣哥妹倆》亦反應平平，首刷五千本花費約一年才售罄。銷售未如理想的原因，主要在於書籍篇幅過厚，內頁為黑白畫面欠缺吸引力，以及货次价高。
此外，1990年代末至2000年代初，馬來西亞的教育體制普遍將漫畫視為帶有暴力或色情內容的不良讀物，屬於校園禁品。直至2002年，徐有利從《哥妹倆創刊號》與《淘氣哥妹倆》中收到不少讀者回饋與建議後，決定通過聯營出版（馬）有限公司的子公司，青蘋果工作室有限公司（G. Apple Studio Sdn. Bhd.），將兩本書重新整理，拆分為四本薄裝本，分別為《單元漫畫》，《奮鬥》，《家有稀客》與《手足情深》，重新發行以解決絕版問題，並根據香港孩童讀物《兒童樂園》作為藍本，嘗試向月刊化與校園讀物方向轉型。
該轉型計劃曾遭出版社高層質疑，原先預定將《哥妹倆》雙月刊化，但最終於2003年轉為單月刊形式。同年，首期《哥妹倆》月刊《珍惜擁有》發行，徐有利亦藉由配合二萬本教科書的銷售機會，親自拜訪全國多所華文小學，向校方推介此健康題材的漫畫作品。該策略奏效，數年內《哥妹倆》逐漸在馬來西亞，新加坡及汶萊地區流行開來，深受華文小學生讀者群喜愛。

#### 高峰期（2008年-2015年）
2009年，《哥妹倆》月銷量達15萬冊。同年，《哥妹倆之e起學習》月刊正式創刊，主打兒童科技教育內容，並與原本以生活教育為主題的《哥妹倆》漫畫劃分主軸，拓展不同題材領域。2009年9月，徐有利創立哥妹倆繪畫創作室（Ge Mei Art Studio），為中小學生及成年人提供繪畫技術教學課程。
2010年，《哥妹倆》漫畫作品影響力擴張至其它馬來西亞兒童讀物，導致其就地探訪單元內容與原作有著雷同之處。與此同時，《哥妹倆》短篇動畫，《哥妹倆成語動畫》於Astro控股私人有限公司《陽光小學堂》節目中首播，標誌該系列首次跨足動畫領域。
2011年9月，因健康因素影響，徐有利在《哥妹倆之我是組長》月刊中透露，第200期將為系列的最終回，並隨後停止該系列的定期出版。2012年，徐有利成立品口動漫有限公司（Pinko Creative Sdn. Bhd.），成為聯營出版（馬）有限公司的子公司，旨在推廣馬來西亞優質漫畫產業，並發掘本地漫畫新秀。自此，《哥妹倆》系列的出版版權亦歸入該公司。同年，結合中、英、巫三語版本的《哥妹倆》iOS由HBL公司開發上架，進軍數位平台。
2013年，馬來西亞首部改編自漫畫的電影作品，《哥妹倆之驚歷48》正式上映。翌年，為了提供兒童一個天方夜譚漫畫創作與發表的平台，全新刊物《迷你哥妹倆》正式推出。

#### 動盪期（2016年-2018年）
2016年，文語控股有限公司（Sasbadi Holdings Bhd.）收購了聯營出版（馬）有限公司以及其它旗下子公司。2018年，由於品口動漫有限公司面臨個人資源有限、出版與推廣能力受限，以及與文語控股有限公司在出版權益上的技術性糾紛，徐有利決定讓文語控股有限公司以聯營出版（馬）有限公司的名義，收購品口動漫有限公司，旨在有效解決《哥妹倆》系列出版相關問題。
收購價格以品口動漫有限公司2016年的盈利與資產狀況為基礎估算（不包含《哥妹倆》的版稅收益）。此次收購涵蓋《哥妹倆》月刊的出版與發行權，但徐有利仍保留《哥妹倆》作品的著作權與哥妹倆繪畫創作室的經營權。

#### 漸隱期（2019年-至今）
受2019冠狀病毒病全球疫情影響，2021年下半年原定發行的五期《哥妹倆》月刊延期至2022年上半年出版。由於馬來西亞實施行動管制令，原本的實地學校及光觀景點採訪內容被迫暫停，使得月刊內容顯得較為單薄。
2023年，儘管徐有利曾萌生加速為《哥妹倆》漫畫安排完結篇的念頭，但考慮到若擅自推行將對相關產業鏈造成影響，最終決定不急於完結作品，而將《哥妹倆》的出版節奏調整為不定期發行，並預計於未來兩至三年內實施新的出版模式。即便《哥妹倆》已達200期，徐有利尚未找到最佳靈感為作品畫上句號。

## 故事概要
《哥妹俩》是由日常生活中与家庭们交往的概要为主，述说了淘气两兄妹果果和美美的精彩人生故事。在之中也少不了果果爸爸、妈咪、老师舅、才华小学（現為南開小學）里的同班同学等来添加故事气氛，同时也教导了儿童们该如何面对生活上的欢乐以及困扰，学校课本教学以外文化特征等。

## 登场人物
除了特别附注之外，登场人物首次登场于《珍惜所有》。

### 徐家
徐果果（英文/馬來文：Kokko See）
《哥妹俩》男主人公，名字與馬來西亞粵語或閩南語“ko-ko”諧音。在《逛超市》月刊中描述其生日為7月23日，11歲。是個愛耍聰明的南開小學生，性格幽默又精靈古怪，常與妹妹美美搭檔行動。特別喜愛榴槤和肉骨茶。曾因長時間沉迷電腦而不慎導致脊椎問題，其他病歷為骨痛熱症和扁平足。對蟑螂氣味的過敏症，聞到蟑螂味便會不停打噴嚏。考試成績常名落孫山，經常要求美美幫他做功課。
徐美美（英文/馬來文：May See）
《哥妹俩》女主人公，9歲。果果的唯一妹妹，同為南開小學生，性格單純。早期漫畫故事中並無正式名字，《拾荒者》月刊和《漫畫故事》合訂本出版後，徐有利將其命名為“美美”（與“妹妹”諧音）。成績一直比果果優秀。
徐阿樹（果果爸爸）（英文/馬來文：Mr. See/Encik See/Ted See）
果果家的父親，麥克•徐的弟弟，乳名“石仔”，十分為家人著想的好父親，對不少事物略有知識。曾被公司總經理迫令裁員，後來與果果媽咪雷玉萍一同經營哥妹俩海南鸡饭店。因平時嗜食油膩，曾無意間罹患心臟病，差點喪命。
雷玉萍（果果媽咪/果果媽媽/徐太太）（英文/馬來文：Mrs. See/Puan See）
果果家的家庭主婦，是位賢妻良母。雷金水的姐姐、姜聰的表姨。其樸素的穿著曾被讀者來信投訴。雖然年紀不小，但仍懷抱終身學習的精神，學習空手道，並曾在關鍵時刻拯救家人的性命。
雷金水（老師舅／符老師（《比賽•上》月刊舊稱））（英文/馬來文：Royces）
果果的體育老師、果果和美美的舅舅，亦即雷玉萍的弟弟。曾赴美國接受特訓。從中國返國時一度被誤會感染禽流感。其正式名稱是在漫畫月刊連載數期後才確立。對珍紫頗有好感。
麥克•徐（大伯）（英文/馬來文：Howard See）
首次登場於《夢幻世界》。果果與美美的大伯，徐阿樹的哥哥。其英文名在中文版中極少出現。性格古怪且經常搬家，曾在美國專攻生物基因學的科學家，後來突然辭去高薪職位，選擇隱居生活。果果爸爸被解雇後，決定定居於馬來西亞，協助經營哥妹倆海南雞飯。
珍紫（英文/馬來文：Jean）
首次登場於《有房出租》。果果一家為了增加收入出租房間，因而認識的女子。故鄉來自柔佛。因父親經營棺材店，幼年時常被同學嘲笑為“棺材妹”。聽過父親的解釋後，領悟售賣棺材並無貴賤之分。對金水有好感。其名字諧音來源於貞子。
姜聰（阿聰）（英文/馬來文：Luke）
首次登場於《叛逆歲月》。果果與美美的表哥，性格善良卻衝動。最初進入叛逆期，渴望嘗試新生活而搬入果果家，並開始協助經營哥妹倆海南雞飯店。本名於《不倒翁》中揭曉。
陳魚（魚伯）（英文/馬來文：Fish）
首次登場於《救命恩人》。年輕時綽號“飛魚先生”，是果果家的房客，頭上僅有一根頭髮。曾在過去救過果果爸爸一命，因此成為徐家的恩人。本名於《捐血救人》中揭曉。

### 宠物
小斑点（英文/馬來文：Doggy）
徐家首隻寵物。在牠的母親兩斑點被人道毁灭後，由果果和美美領養。
兩斑點
首次登場於《小斑點的故事》。流浪狗，小斑點的母親，育有四隻小狗。身上有著顯眼的兩個斑點，被美美取名為「兩斑點」。因小孩觸碰小狗而咬傷對方的手，被該家人舉報捕捉；之後又二度咬傷工作人員而被人道毀滅。牠的四隻小狗全數被領養。
小野烏（英文/馬來文：Wooley）
首次登場於《貓頭鷹小野烏》。經常出沒在南開小學附近的貓頭鷹，因遭眼鏡蛇攻擊而失去家人。牠的“嗚嗚”叫聲引起果果注意，因而被發現並帶回家，成為果果家的寵物。名字取自牠在野外的鳴聲。
球球（英文/馬來文：Cutie）
首次登場於《永遠的思念》。原本是患有癌症的小女生所飼養的烏龜，在小女生過世後，由其母親交給果果照顧。
小路
出自《舅舅與超仁》的動物角色，流浪貓。成為果果家的寵物後，特別受徐阿樹疼愛。之後與牠的母親重逢並一同離開了果果家。
小白貓（英文/馬來文：Kitty）
首次登場於《到朋友家玩》，草鴞。在美美馬來同學西蒂的住處出沒，和小野烏協手擊退捕捉雞群們的老鷹。隨後陪同小野烏來到徐家，從此離開野生生活。
嘟嘟
流浪貓，首次登場於《嘟嘟來了》。被車撞傷後由大伯收養，並透過體內機械改造延長了生命。有著了解人類語言的能力，並能用兩隻腳站立行走。

### 才华小学／南开小学
主角果果與美美就讀的學校。在《失火》中，因大火焚毀校舍，重建後更名為「南開小學」。後期的校舍建築及校名原型取自作者徐有利的小學母校，南開華小。
校長（英文／馬來文：Jeff）
才華與南開小學的校長。
方老師（方淑女）（英文／馬來文：Theresa）
果果的班主任老師，外表嚴格，令許多學生感到畏懼。曾從不良人士手中救回學生，並展現其關懷。
許懷玉（英文／馬來文：Hebee）
果果班上的女班長，具責任感，對果果有好感。
胖子（英文／馬來文：Sammo）
果果的好友，性格爽朗，成績與果果相近。
楊超仁（英文／馬來文：Charles）
果果的好友，冷酷寡言，經常流鼻涕。初到新學校時因名字諧音被同學取笑為「洋超人」。
小眼（英文／馬來文：Eason）
果果的好友，心胸較窄，常因小事而不甘心。
明輝（英文／馬來文：Ben）
果果的好友，自信滿滿，是班上的模範生。
傅有前（英文／馬來文：Richie）
果果的同學，非常富有，同學們暱稱他為「富有錢」。
林秀儀
首次登場於《珍惜擁有》。懂事的女孩，父親因經濟不景氣而失業，只好協助母親經營麵檔維生，辛苦賺取生活費。
阿曼
首次登場於《愛心盒飯》。果果班上唯一的馬來同學，因羽毛球防守出色而獲外號「蜘蛛曼」。
山家九（英文／馬來文：Stanley）
首次登場於《善待朋友》。果果的好友，患有唐氏綜合症。

#### 在學校的單元人物
范老師
出自《比賽》。才華小學5A班的班主任，嚴肅且認真。
霹靂小和尚
首次登場於《霹靂小和尚》。果果隔壁班同學，為學校武術代表，來自怡保。
長鹿
首次登場於《雨天驚魂》。果果隔壁班同學，高個子，愛踢足球。
小全
首次登場於《媽媽辛苦了》。果果的同學，父親於五年前意外身亡，與當大衿姐的母親相依為命。
賀亞
出自《學游泳》。果果隔壁班同學，曾在未經老師舅帶領下擅自與果果等人比賽游泳，途中抽筋溺水，被果果與老師舅救起。
王愛敏
出自《第一名》。果果的同學，出身高職家庭，受母親應試教育壓力影響，以第一名為唯一目標。考試結束後因過勞昏倒，獲得滿分後與父母旅遊解壓。
施家威
出自《老子有錢》。才華小學5A班的班長之一，喜歡擺架子，口頭禪是「開個價吧」。在環保比賽中被父親揭發以金錢購買舊報紙，事後悔改。
李嘉誠
出自《舅舅與超仁》。果果的同班同學，名字影射香港企業家李嘉誠。
吳雁音
出自《愛的教育》。果果的同班同學，因被方老師誤用藤條打傷而令方老師辭職，之後前往老師攤位道歉並請求她回校任職。
梅浩俊
出自《心願》。果果的同學，喜歡熊貓，患有急性白血病，實現觀賞大熊貓表演的願望後離世。
潘貴明
出自《尊師重道》。不懂尊師重道，被方老師嚴厲懲戒。
智華
出自《媽媽，救我！》。其聲音被綁匪利用錄音勒索。
葉問子
出自《發揮潛能》。身材高大，跆拳道學生，被果果等人戲稱為「笨孩子」，名字影射武術家葉問。
志鵬
出自《偷東西》。因七彩畫筆被果果偷走而與其反目，物歸原主後仍加以侮辱，但被果果的朋友們制止。
王美麗
出自《你會怎麼做》。果果的同學，常被同學取花名「河馬王」。

### 其他人物
徐有利
首次登場於《以身作則》。《哥妹倆》作者，曾在廁所與果果談論以身作則的道理。在部分主故事中客串登場，是唯一以黑白造型出現的人物。
藍敏兒
首次登場於《藍眼淚》。果果的同學，擁有藍色眼睛，熱心助人，具葡萄牙血統。海邊學習營期間帶果果觀賞「藍眼淚」並許願幫助不幸的人。不久外婆家失火，她與妹妹跳水逃生時遭重物擊中後腦致腦死，其器官捐獻救助了五位病人。
黑色水母
首次登場於《雞尾飯》，徐有利的朋友，《黑色水母》系列漫畫作者。
呂律師
首次登場於《合作精神》。哥妹倆海南雞飯前身店主的好友。
老發
首次登場於《貪婪》。天天發茶餐廳老闆，果果爸爸的商業對手，曾陷害對方以奪取生意。
施先生
首次登場於《老子有錢》。施家威的父親，才華小學董事長。
施太太
首次登場於《老子有錢》。施家威的母親，才華小學董事夫人，溺愛兒子。
吳先生
首次登場於《愛的教育》。吳雁音的父親，因女兒受傷要求方老師當眾道歉，後來帶家人向其致歉並邀請復職。
吳太太
首次登場於《愛的教育》。吳雁音的母親，與丈夫一同參與上述事件。
西蒂
首次登場於《家有KAKAK》。徐家傭人，後與丈夫離開尋求更好生活。
陳泰（泰山大叔）
首次登場於《泰山大叔》。高大魁梧但心地善良，果果媽的好友，職業為少女漫畫家。
潘先生
首次登場於《尊師重道》。潘貴明的父親，因不滿方老師懲罰兒子而與之衝突。
潘太太
首次登場於《尊師重道》。潘貴明的母親，與丈夫立場一致。
溫欣妮
首次登場於《重新開始》。阿聰在茶餐室結識的女子，與其互有好感，但因故未能維繫感情，後舉家遷往中國。
張德偉
首次登場於《不倒翁》。拳擊手，曾在比賽中與阿聰對壘。
林偉漢
首次登場於《我是過動兒》。注意力不足過動症患者，曾為畫畫學院 M.Drawing 學生，因撞傷同學被退學。
楊老師
首次登場於《我是過動兒》。M.Drawing 畫畫學院的老師。
欣兒
首次登場於《不要慌要鎮定》。因誤被送至補習學院而慌張落淚，被果果與美美安頓後接回。
富元
首次登場於《書店小故事》。阿聰的朋友，達眾書局職員。
奇哥
首次登場於《定時炸彈續集一》。徐阿樹的朋友。
Dr. Yee
首次登場於《定時炸彈》。為徐阿樹治療心臟病的醫生。

## 出版书籍

### 《哥妹倆》系列

#### 月刊
1. 珍惜拥有
2. 猫头鹰小野乌
3. 爱心盒饭
4. 拔牙记
5. 书房奇遇
6. 比赛·上
7. 比赛·下
8. 妈妈辛苦了

1. 姐弟俩
2. 霹雳小和尚
3. 雨天惊魂
4. 救人为善
5. 永远的思念
6. 提防陌生人
7. 学游泳
8. 勇于认错
9. 梦幻世界·上
10. 梦幻世界·下

1. 班长与我
2. 终身学习
3. 海啸
4. 以身作则
5. 第一名
6. 拾荒者
7. 我们的老师
8. 发明家
9. 怕鬼·上
10. 怕鬼·下
11. 前传：史前恐龙
12. 前传：舅舅与超仁

1. 积极人生
2. 有房出租
3. 海南鸡饭
4. 她不丑她是我妈妈
5. 他不胖他是我爸爸
6. 禽流感
7. 家园
8. 善待朋友
9. 蓝眼泪·上
10. 蓝眼泪·下
11. 特別版：因此我快乐
12. 特別版：圣诞树要回家

1. 老子有钱
2. 叛逆岁月
3. 大水灾
4. 合作精神
5. 脊椎骨
6. 定时炸弹
7. 贪婪
8. 七月十五
9. 爱的教育·上
10. 爱的教育·下

1. 公筷母匙
2. 小斑点的故事
3. 布袋里的鸡蛋
4. 残酷的战争
5. 因为爱
6. 肉骨茶飘香
7. 团结就是力量
8. 心愿
9. 临危不惧·上
10. 临危不惧·下

1. 谢亲恩
2. 家有
3. 知足常乐
4. 黑斑蚊
5. 听妈妈的话
6. 小心怪叔叔
7. 重新开始
8. GIVE ME FIVE!
9. 家和万事兴
10. 外星人

1. 宠爱100分
2. 泰山大叔
3. 山崩地裂
4. 尊师重道
5. 犯错
6. 小镇故事
7. 妈妈，救我！
8. 父亲节
9. 看电影
10. 小海龟

1. 2011
2. 好朋友
3. 父子俩
4. 社交网
5. 善有善报
6. 定时炸弹续集一
7. 有缘再见
8. 科技始终来自人类
9. 我是组长
10. 惊心两小时

1. 新不如旧
2. 网聚
3. 吃饭咯！
4. 救命恩人
5. 布施修福
6. 霸王别姬
7. 不生气
8. 报纸中的大世界
9. 一份心意·上
10. 一份心意·下

1. 以你为荣
2. 发挥潜能
3. 同学们，早上好！
4. 布娃娃
5. 犹豫不决
6. 母亲节的礼物
7. 失火
8. 多说好话
9. 庆新年（上）
10. 庆新年（下）

1. 鸡尾饭
2. 骨痛热症
3. 光盘行动
4. 老鼠王
5. 打喷嚏
6. 作业簿
7. 我爱冰激凌
8. 看脸色
9. 一起骑脚踏车（上）
10. 一起骑脚踏车（下）

1. 以德报怨
2. 团圆饭
3. 萤火虫再飞
4. 到朋友家玩
5. 将爱说出口
6. 吮奶瓶
7. 从前有座山
8. 粗心大意
9. 红绿灯的小故事
10. 亲善一周

1. 大扫除
2. 生日惊喜
3. 聪明的动物
4. 假期作业
5. 新梦想
6. 迟到大王
7. 义卖会
8. 中秋节
9. 学校假期（上）
10. 学校假期（下）

1. 作弊
2. 睡前故事
3. 美美扮美美
4. 够吃就好
5. 小玩偶
6. 不倒翁
7. 学会原谅
8. 养斗鱼
9. 不要埋怨
10. 我是过动儿

1. 球球不见了
2. 博爱座
3. 全家福
4. 逛超市
5. 不慌乱，要镇定
6. 学习无界限
7. 书店小故事
8. 山洪
9. 梦幻世界2.0（上）
10. 梦幻世界2.0（下）

1. 偷东西
2. 吃鸡蛋
3. 小猫咪
4. 理发记
5. 走出户外
6. 搬迁（上集）
7. 搬迁（下集）
8. 学习急救
9. 不速之客
10. 习惯自律

1. 太阳花开
2. 我爱大海
3. 当狐臭碰上臭屁
4. 火车虫
5. 最后告别
6. 行动管制令
7. 插班生
8. 捐血救人
9. 上网课
10. 嘟嘟来了

1. 户外写生
2. 新衣旧衣
3. 我好像感冒了
4. 拾金不昧
5. 大家一起加油!

1. 打针不怕
2. 自由
3. 家，是孩子的避风港
4. 戒赌
5. 入侵（上）
6. 入侵（下）
7. 油炸鬼
8. 鲨
9. 定时炸弹续集二（上）
10. 定时炸弹续集二（下）

1. 父女俩
2. 大欺小
3. 家教
4. 扁平足
5. 此刻要冷静
6. 低头族手机奴
7. 200期
8. 笑
9. 海岛度假
10. 想起圣诞老人

1. 誰偷吃了蘋果？
2. 摩旅
3. 端午節，吃粽子
4. 蜻蜓飛呀飛
5. 放生
6. 愛國者
7. 恐龍爸媽
8. 秘密
9. 狂風暴雨
10. 獨樂不如眾樂

1. 龍前蛇後
2. 洗茶杯小故事
3. 嘟嘟的抉擇•上
4. 嘟嘟的抉擇•下
5. 擁抱服務

#### 其它
- 單行本
  - 《哥妹倆創刊號》
  - 《淘氣哥妹倆》
- 薄裝本
  - 《手足情深》
  - 《奮鬥》
  - 《家有稀客》
  - 《單元漫畫》
- 額外月刊
  - 《e起學習》
- 特別版
  - 《你知不知道？》
  - 《你會怎麼做？》
  - 《你懂了嗎？》
- 合訂本
  - 《球的故事》
  - 《漫畫故事》
- 周邊書冊
  - 《明信片經典收藏》
  - 《明信片收藏系列》
  - 《創意漫畫貼紙冊》

### 《迷你哥妹倆》系列

#### 單行本
1. 迷你哥妹倆
2. 迷你哥妹倆2
3. 迷你哥妹倆3

#### 月刊
1. 牛奶盒小巴士
2. 筷子日
3. 谁偷吃了榴梿蛋挞？
4. 果果发胖了
5. 小孩不落单
6. 我来自小人国
7. 神秘礼物
8. 失魂记
9. 我们是好朋友
10. 勇于参赛

1. 一视同仁
2. 猪笼草
3. 大肚腩
4. 双胞胎
5. 端午节
6. 新同学
7. 机器狗
8. 妈咪生病了
9. 神奇扫把
10. 化石探险记

1. 铁人星球
2. 科技末日
3. 怒火星人
4. 双面猫头鹰
5. 贪念
6. 糖衣陷阱
7. 面恶心善
8. 消逝的森林
9. 黑与白
10. 外星人到我家

1. 送盒饭
2. 我会表演
3. 幸福
4. 陪伴
5. 不弃养小动物
6. 捡石头
7. 狗狗与宝宝
8. 乌鸦反哺
9. 陪在你左右
10. 小斑点遇见猫大王

1. 做梦的小斑点
2. 寻宝
3. 蝗虫过境
4. 拯救小蜗牛
5. 一日邮递员
6. 流浪狗
7. 助人为乐
8. 相遇
9. 谢谢你
10. 物归原主

1. 和好不争气
2. 小斑点的礼物
3. 海上历险记
4. 新朋友的一天
5. 与你同在

## 电影
电影《哥妹俩之惊历48》改编自《哥妹俩》，并由曾经担任执导过《初恋红豆冰》、《老师嫁老大》、《辣死你妈2.0》、《鬼老大哥大》与《Lelio婆婆》的由昊Euho担任导演，一同打造温馨、充满笑料兼娱乐性的真人版电影《哥妹俩》。
故事讲述哥妹俩果果和美美一起帮助转学生好彩寻找亲生哥哥运财，寻亲过程中笑料百出，峰回路转，兜兜转转之后终于成功让兄妹俩破镜重圆。
- 出品公司：Haha Pictures, Lead Creative Pictures
- 制作公司：Eden Entertainments，Asia Tropical Films
- 出品人：郑水兴、陆国强、杨克杰、张銪安、阮健胜
- 制作总监：阮健胜

## 榮譽
- 2006年中国第三届金龙奖（《哥妹俩之蓝眼泪》）
- 2010年馬來西亞国家图书奖最佳中文儿童读物

## 备注
1. ↑  《哥妹俩》第一本初版月刊“珍惜拥有”，标题拼音为，但在第二本初版月刊“猫头鹰小野乌”被更改为。
2. ↑  徐有利曾在TV2《前线视窗》（2008年3月）访问期間，提及《哥妹俩》漫畫本銷售至馬來西亞海外的計畫，如今已达到目标。